# Nezumia obliquata
Nezumia obliquata es una especie de pez de la familia Macrouridae en el orden de los Gadiformes.

## Morfología
• Los machos pueden llegar alcanzar los 39,8 cm de longitud total.

## Hábitat
Es un pez de aguas profundas que vive entre 799-1400 m de profundidad.

## Distribución geográfica
Se encuentra en la costa este de Kauai (Islas Hawaii ).